# Anton Diabelli

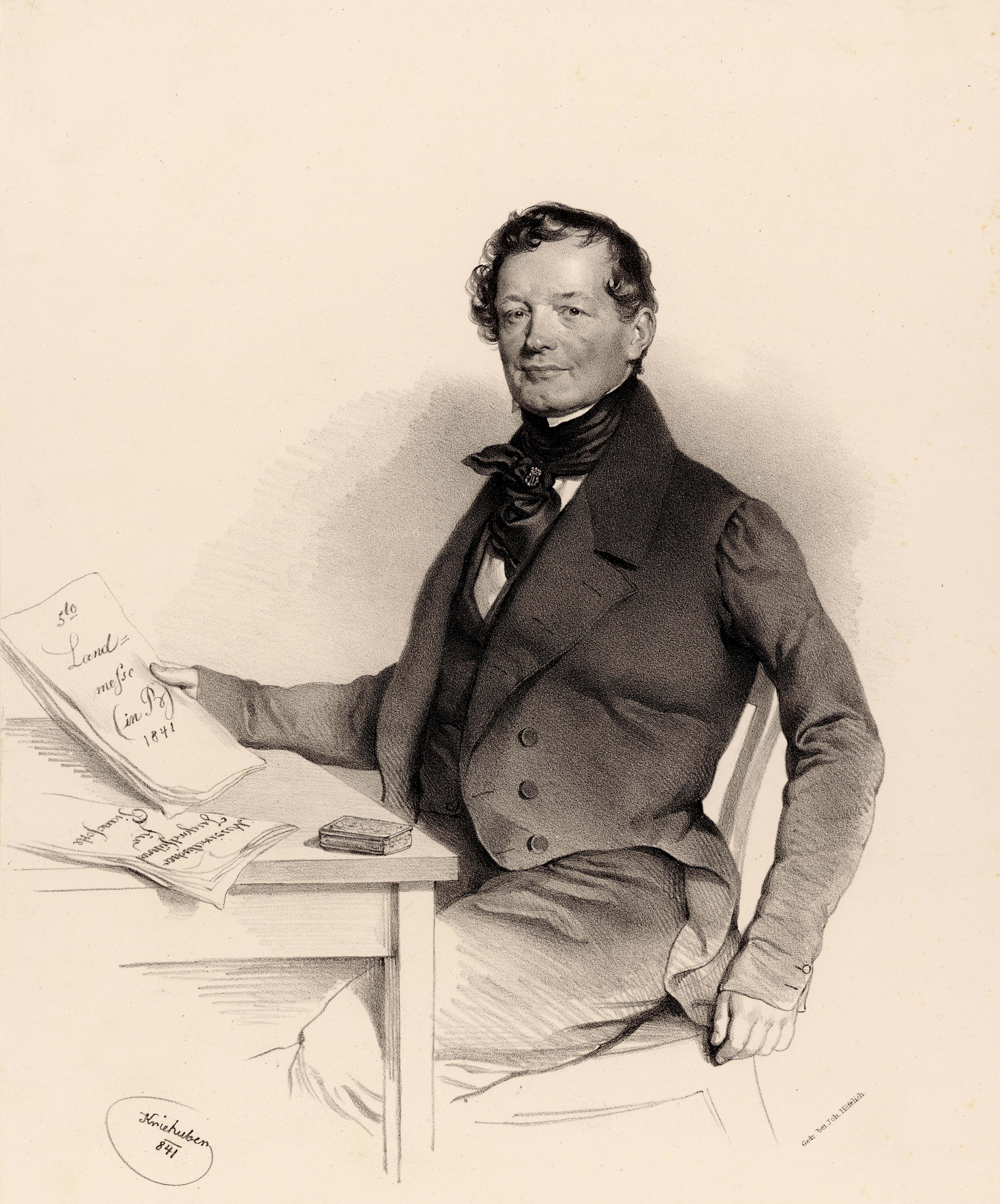
Anton Diabelli, Lithographie von Josef Kriehuber, 1841

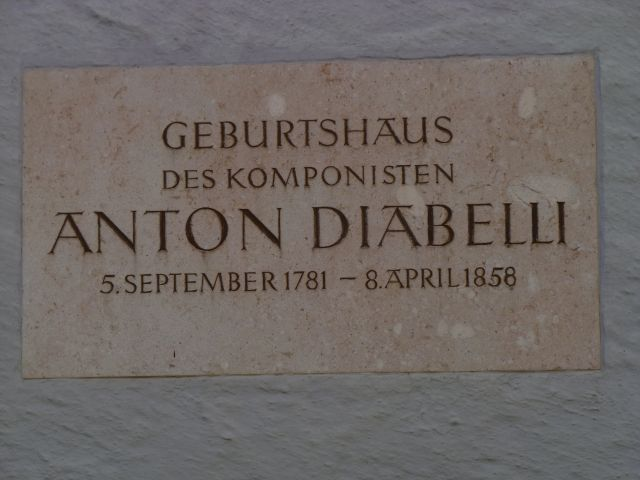
Gedenktafel für Anton Diabelli an seinem Geburtshaus in Mattsee

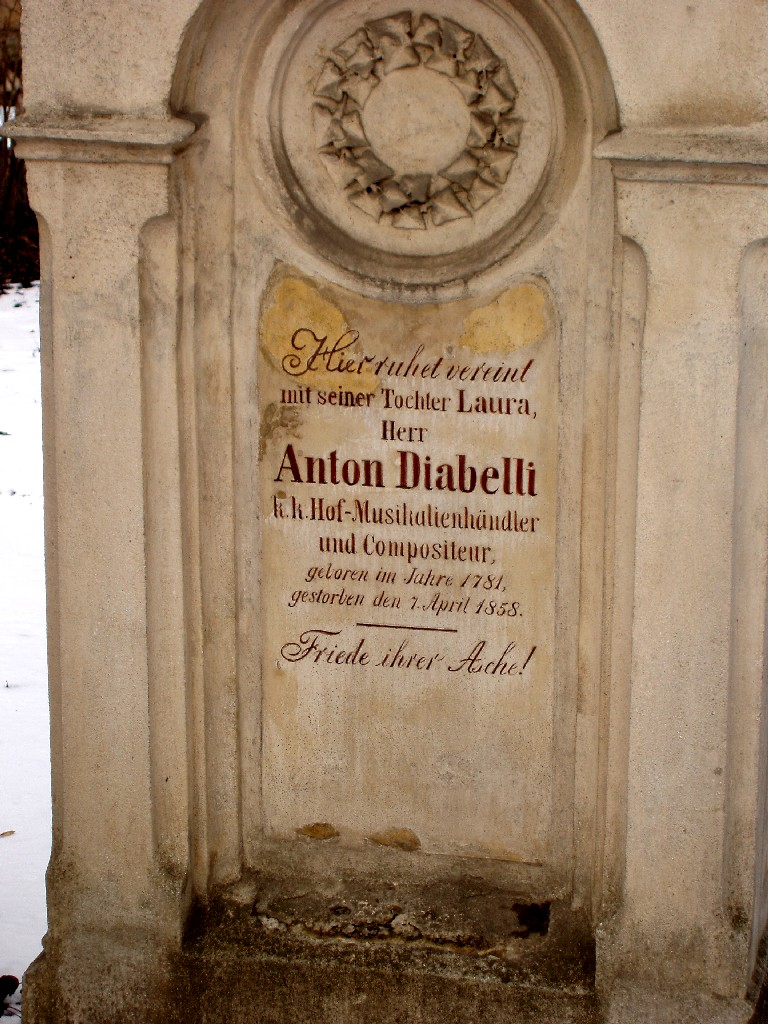
Grabstein Anton Diabellis

Anton Diabelli (* 5. September 1781 in Mattsee im heutigen Land Salzburg; † 8. April 1858 in Wien) war ein österreichischer Komponist, Gitarrist, Pianist und Musikverleger.

## Leben
Anton Diabellis Vater, Nikolaus Diabelli, aus Aurolzmünster gebürtig, wird im lateinisch verfassten Taufprotokoll vom 6. September 1781  als Musici hic bezeichnet (sinngemäß wohl: ortsansässiger Musiker); seine Mutter Regina, geborene Moser, entstammt einer Musikerfamilie aus Helpfau-Uttendorf. Die Trauung beider fand am 23. Oktober 1780 in der Pfarrkirche zum heiligen Laurentius statt. Vater Nikolaus hieß mit Nachnamen eigentlich Demon, italienisierte aber seinen ursprünglichen Namen.
Anton Diabelli erhielt seinen ersten Unterricht in Gesang, Klavier- und Orgelspiel von seinem Vater. Mit sieben Jahren wurde er als Sängerknabe im Kloster Michaelbeuern aufgenommen. Hier genoss er auch eine gründliche musikalische Ausbildung, die er 1790 auf Betreiben seines Förderers Michael Haydn im Benediktinergymnasium in Salzburg fortsetzte. Dieser hatte Diabellis kompositorische Begabung erkannt, förderte und unterrichtete ihn.
1796 kam er an das Wilhelmsgymnasium in München, eine Lateinschule, denn er sollte auf Wunsch seiner Eltern Priester werden. Um seine theologischen Studien vollenden zu können, trat er 1800 in das Zisterzienserkloster Raitenhaslach ein. Diabelli fuhr aber fort zu komponieren und wurde weiter von Michael Haydn gefördert.
Als die Klöster im Jahre 1803 säkularisiert wurden, musste auch Diabelli Raitenhaslach verlassen. Er gab seinen Vorsatz, Priester zu werden, auf und widmete sich nun ausschließlich der Musik. Sein Weg führte ihn nach Wien zu Joseph Haydn, dem Bruder Michael Haydns. In Wien machte er sich schon bald einen Namen als Klavier- und Gitarrenlehrer.
1807 kam der italienische Gitarren-Virtuose Mauro Giuliani nach Wien, und schon bald entwickelte sich ein reger künstlerischer Austausch, der für Diabellis Schaffen für die Gitarre bedeutsam war. Er schrieb Werke für Solo-Gitarre, Gitarren-Duo und -Trio, Haus- und Kammermusik für Gitarre in Verbindung mit Hammerklavier und anderen Instrumenten sowie Lieder zur Gitarre.
Die Erfahrungen, die Diabelli von 1806 bis 1815 bei der Mitarbeit im Verlagshaus Chemische Druckerei — S. A. Steiner erlangte, hatten Anteil daran, dass er sich 1815 entschloss, ein Gesuch an den Wiener Magistrat zu richten, einen eignen Verlag ausschließlich für seine eigenen Kompositionen gründen zu dürfen. Doch erst im September 1817 setzte er die erteilte Genehmigung mit der Gründung des Verlags Anton Diabelli um, in dem er zunächst nur Kirchenmusik und später auch eigene Arrangements bekannter Werke veröffentlichte. 1818 lernte er den Verleger Pietro Cappi kennen, und gemeinsam betrieben sie fortan den Musikalienhandel und Verlag Cappi & Diabelli. Als bedeutendstes von Diabelli in dieser Zeit verlegtes Werk gelten Ludwig van Beethovens 33 Veränderungen über einen Walzer op. 120, die 1823 erschienen. Im Mai 1824 erhielt Diabelli die Genehmigung, diesen Verlag nach dem Ausscheiden Cappis als „Kunst-und Musikalienhandlung“ weiterzuführen. Mitgesellschafter wurde Anton Spina, der bei der Auflösung von Cappi & Diabelli Cappis Hälfte des Geschäftsinventars erworben hatte. Der Gesellschaftsvertrag des nun Diabelli & Comp. genannten Unternehmens wurde am 1. Juni 1824 abgeschlossen. Die beiden Gesellschafter teilten sich die Aufgaben. Diabelli war für die künstlerischen Belange zuständig, Spina für die kaufmännischen. Eines der ersten Verlagsobjekte waren zwei Bände unter dem Titel Vaterländischer Künstlerverein veröffentlichter Variationen über Diabellis Walzer in C-Dur, wobei Beethovens op. 120 den 1. Band darstellte und im 2. Band 50 Einzelvariationen in Österreich geborener oder lebender Komponisten vereint wurden. 
Diabelli war auch ein Hauptverleger von Werken von Franz Schubert. 1821 erschien bei Diabelli Schuberts Erlkönig als sein Opus 1, weitere Lieder und Klavierwerke folgten. Schuberts Freunde bezichtigten Diabelli später, Schubert dabei finanziell übervorteilt zu haben. 
Im Laufe des Jahres 1851 übernahm der schon 1849 hinzugekommene Sohn Anton Spinas, Carl Anton Spina, die Geschäfte. Dieser erhielt Diabellis bisherigen Titel des Hofmusikalienhändlers übertragen, und Diabelli nannte sich danach „gewesener Hofmusikalienhändler“. Der an Atherosklerose Leidende zog sich ganz aus dem Verlagswesen zurück. Auf sein eigenes Betreiben hin wurde er „unter Curatel gestellt“ und ihm Leopold von Sonnleithner als Sachwalter zugeteilt. Ab dem 1. Januar 1852 hieß seine bisherige Firma nun Carl A. Spina. Diabellis künstlerische Kräfte ließen danach aber nicht nach. Seine neuen Kompositionen ließ er bei Carl A. Spina erscheinen. Das letzte nachweisbare Werk trägt das Datum des 25. Februar 1857, und noch am 8. Oktober 1857 sandte Diabelli einen Brief mit Korrekturen an Spina.
Am 8. April 1858 verschied Anton Diabelli – wie im Totenprotokoll vermerkt – infolge einer „Gehirnlähmung“. Sein Grab befindet sich auf dem Sankt Marxer Friedhof in Wien. 1894 wurde die Diabelligasse in Wien-Hietzing nach ihm benannt.

## Schaffen
Diabellis weit über 200 Kompositionen umfassen alle Musikgattungen wie zwei- und vierhändige Klavierstücke, Unterrichts- und Studienmaterial für das Klavier und für die Gitarre, Orchesterwerke, Kammermusikwerke, Operetten, Singspiele, Kantaten, Messen, Offertorien, Gradualien. Wegen dieser Vielfalt und der großen Opuszahl lässt sich Diabelli als ein Tonsetzer ersten Ranges unter den Wiener Klassikern betrachten.
Seine Kirchenmusik wurde geschätzt wegen ihrer Eingänglichkeit und bequemen Aufführbarkeit. Diese Werke sind Beispiele einer Gattung, die der Popularisierung der nachklassischen Kirchenmusik dienen wollte. Besonders seine Pastoralmesse opus 147 und die Landmesse opus 107 werden heute wieder häufig aufgeführt. Mit seinen musikdramatischen Werken hatte Diabelli dagegen weniger Erfolg.
Als besonders wertbeständig haben sich ohne Zweifel seine zwei- und vierhändigen Klavierwerke erwiesen. Sie bieten gerade für den Unterricht ansprechendes, pädagogisch wertvolles Studienmaterial. Der progressiv ansteigende technische und musikalische Schwierigkeitsgrad verläuft von den Melodischen Übungsstücken im Umfang von fünf Tönen über die Jugendfreuden und Sonatinen bis zu den reizvollen Sonaten. Insbesondere die vierhändigen Melodischen Übungsstücke erfreuen sich im Klavier-Anfangsunterricht großer Beliebtheit. Obwohl der Primo-Part nur mit fünf Tönen auskommt, schuf Diabelli hier einen melodisch ansprechenden, harmonisch reichhaltigen und formal vielfältigen Klavierzyklus, der bis in die Gegenwart Resonanz findet.
Bedeutung hat Diabelli jedoch auch als Komponist für die Gitarre. Aus der Zeit seiner gitarristischen Lehrtätigkeit stammen eine Gitarrenschule und andere didaktische Arbeiten. Für Gitarre solo und Gitarren-Duo schrieb er vor allem Sonaten, Sonatinen, Variationswerke, Serenaden und Arrangements beliebter Opernmelodien: Kammermusik in Verbindung mit Klavier, Streich- und Blasinstrumenten und eine große Anzahl Lieder mit Gitarrenbegleitung.

## Auszeichnungen und Ehrungen
Diabelli wurde für sein Lebenswerk mehrfach ausgezeichnet: Die Gesellschaft der Musikfreunde Wien und der Dommusikverein Salzburg ernannten ihn zum Ehrenmitglied, der Kaiser verlieh ihm den Titel eines „k. k. Hofmusikalienhändlers“.
Nach Diabelli wurde ein 2014 begründeter, internationaler Komponistenwettbewerb benannt, der die Idee, ein Thema vorzugeben, aufgreift, um eine relativ gut nachvollziehbare Vergleichbarkeit der Wettbewerbsbeiträge zu erreichen.
Ebenfalls nach Anton Diabelli benannt wurde das Diabelli Trio, bestehend aus Willy Freivogel (Flöte), Enrique Santiago (Viola) und Siegfried Schwab (Gitarre), dessen Repertoire unter anderem Werke der Wiener Klassik, aber auch Kompositionen von Astor Piazzolla und Scott Joplin umfasst.

## Werke (Auswahl)

### Musik für Klavier
Zweihändig
- Die ersten Lektionen am Pianoforte, op. 125
- Sonaten und Sonation op. 50, op. 53, op. 85, op. 117, op. 151 und op. 168
- 100 Kadenzen op. 154

Vierhändig
- Melodische Übungsstücke, op. 149
- Sonaten op. 24, op. 32, op. 33, op. 37, op. 38, op. 54, op. 58, op. 60, op. 73
- Rondo, op. 152
- 2 Sonates mignonnes & Rondo militaire, op. 150
- L’ami des enfants – 6 Sonatines faciles, op. 163

### Musik für und mit Gitarre
Eine Gitarre
- Trauermarsch auf den Todt des Herrn Michael Haydn für eine Guitarre von seinem Schüler Anton Diabelli (WoO)
- 30 sehr leichte Übungsstücke für die Gitarre, op. 39[14]
- 24 leichte Altwiener Ländler[15]
- Fünf Wiener Tänze
- Vier Rondinos
- Sonate C-Dur, op. 29, Nr. 1
- Sonate A-Dur, op. 29, Nr. 2
- Sonate F-Dur, op. 29, Nr. 3
- Zwei Rondos und zwei Fugen, op. 46
- 10 leichte Stücke (10 Morceaux Faciles, 10 Easy Pieces), op. 89 für Gitarre (pour Guitare, for Guitar)
- Gran Variazioni sopra la cavatina dell’ opera: Tancredi, op. 104
- 12 leichte Ländler (12 Tyroliennes Faciles, 12 Easy Tyroliennes), op. 127 für Gitarre (pour Guitare, for Guitar)

Zwei Gitarren
- Variationi sopra un tema favorito, op. 57 für Terz- und Primgitarre
- Der Freyschütze – romantische Oper von C. M. von Weber: für zwey Gitarren eingerichtet von Anton Diabelli
- Quatrième Serenade, op. 96 für Terz- und Primgitarre
- Grande Sérénade, op. 100 für Terz- und Primgitarre
- Zyklus über La gazza ladra von G. Rossini, ohne Opuszahl für Terz- und Primgitarre

Drei Gitarren
- Trio F-Dur, op. 62 für Quart-, Terz- und Primgitarre[16][17]

Gitarre und Klavier
- Sehr leichte Stücke I–IV
- „Grande Sonate Brillante pour le Piano-Forte et Guitare“, op. 102
- Sonatine op. 68 für Klavier und Gitarre
- Sonate op. 71 für Klavier und Gitarre

Kammermusik mit Gitarre
- Serenade für Flöte und Gitarre
- Serenata concertante, op. 105 für Flöte (Violine), Viola und Gitarre[18]
- Duo A-Dur für Violine und Gitarre
- Duo D-Dur für Violine und Gitarre

Lieder mit Gitarre (Auswahl)
- Vier Lieder mit Begleitung der Gitarre (WoO):
  1. Musiklied
  2. Huldigung
  3. Andenken
  4. Menschenschicksal
- Sechs Charakteristische Gesänge mit Begleitung der Guitare und willkürlicher Flöte, op. 91
- Lieder der Liebe und Zärtlichkeit mit Begleitung der Guitare und willkürlicher Flöte, op. 98

### Vokalmusik
- Pastoralmesse F-Dur, op. 147 für Soli, Chor und Orchester
- Landmesse – „Missa in Es“, op. 107 für Soli, Chor und Orchester
- Messe in C für dreistimmigen Chor SAB, 2 Trompeten, 2 Violinen und Generalbass (Berlin 2012)
- Messe in B-Dur mit Offertorium „Jubilate Deo“ für dreistimmigen Chor SAB, 2 Violinen und Generalbass (Berlin 2012)
- Messe in G-Dur für Soli, Chor und Orchester
- Jubilate Deo omnis terra für Chor, 2 Violinen und Generalbass
- Puer natus est nobis, Graduale für Chor und Orchester
- Angelus ad pastores, Motette für Sopran, Chor und Orchester
- Prope est Dominus, op. 166 für Chor, Streicher und Orgel
- Cantate Domino für Chor, 2 Violinen und Generalbass
- Die Bürgermeister-Wahl für 5 Männerstimmen und Streicher